# El Hato
El Hato è un comune (corregimiento) della Repubblica di Panama situato nel distretto di Guararé, provincia di Los Santos. Si estende su una superficie di 24 km² e conta una popolazione di 374 abitanti (censimento 2010).